# 罗德尼·门罗
罗德尼·尤金·门罗（英語：Rodney Eugene Monroe，1968年4月16日—），美国NBA联盟前职业篮球运动员。他在1991年的NBA选秀中第2轮第30顺位被亚特兰大鹰选中。